# Пал Орос
Пал Орос (мађ. Orosz Pál; Сентеш, 25. јануар 1934 — Будимпешта, 12. мај 2014) био је професионални фудбалер који играо на позицији везног играча за мађарски прволигашки клуб клуб Сегедин АК и фудбалску репрезентацију Мађарске. Освајач је бронзане олимпијске медаље, фудбалер, тренер, спортски менаџер. Године 1952. завршио је средњу школу Хорват Михаљ у Сентешу. Године 1963. стекао је диплому наставника физичког васпитања на Високој школи физичког васпитања, диплому фудбалског тренера 1977. године, а докторирао 1979. године. Син, Јр. Пал Орос је извршни директор ФТЦ Лабдаруго Зрт.

## Каријера

### У клупском тиму
Са 14 година постао је фудбалер МАВ Сентеша, а затим је играо у тиму МТЕ Сентеш до 1952. године. Одатле је на кратко отишао да игра за ФК Петефи из Сегедина, а затим је прешао у Ференцварош. За 15 сезона са ФТК-ом, 10 пута је завршио на прва три места у првенству: два пута шампион, три пута други, пет пута трећи. У својој последњој сезони, 1966. године, био је финалиста Купа Мађарске са тимом.
Био је полуфиналиста купа сајамских градова 1962/63, а члан победничког тима 1964/65. Учествовао је и у финалној утакмици против Јувентуса у Торину. Следеће сезоне био је четвртфиналиста Купа европских шампиона и елиминисани су против Интернационалеа укупним резултатом 1 : 5. Резултат је био 1 : 1 код куће, 0 : 4 у гостима.

### Репрезентација
Био је члан тима који је освојио бронзану медаљу на Олимпијади у Риму 1960. године, у којој је наступио 3 пута и постигао 1 гол. Године 1964. био је члан екипе на Олимпијским играма у Токију, али пошто није одиграо ни једну утакмицу, није добио златну медаљу.
Играо је и на припрмним утакмицама репрезентације па му онда понегде додају још 4. утакмице и још један гол (укупно 7 утакмица и 2 гола), али они нису озваничени.

### Спортски директор и тренер
Између 1964. и 1968. године био је наставник физичког васпитања у Гимназији Левеј Клара у Будимпешти, а између 1968. и 1970. у средњој школи Андраш Фај. Од 1973. године био је радник Високе школе физичког васпитања. Од 1973. до 1986. године био је научни сарадник, универзитетски доцент. Од 1987. године био је универзитетски ванредни професор на Катедри за спорт и игре, а од 1989. године научни сарадник.
Између 1968. и 1970. био је шеф фудбалског одељења Ференцвароша. Између 1970 — 1973 и 1979 — 1982, тренирао је марокански Ел Џадиди, а затим и Раџу Казабланку.

## Достигнућа
- Официрски крст Мађарског ордена за заслуге (1994)[5]

### Као играч
- Олимпијске игре освајач бронзане медаље: Рим 1960
- Првенство Мађарске
  - шампион (2): 1962/63, 1964
  - 2. (3): 1959/60, 1965 и 1966
  - 3. (5): 1954, 1955, 1957/58, 1961/62, Јесен 1963
- Куп Мађарске Народне Републике
  - победник 1958.
  - финалиста: 1966
- Куп европских шампиона (ЕК)
  - четвртфиналиста: Куп европских шампиона 1965/66.
- Куп сајамских градова (КСК)
  - победник: 1964/5
  - полуфиналиста: 1962/63